# Nain (Israel)
Nain o Naim fou una població de Galilea esmentada a la Bíblia. El seu nom derivaria de l'hebreu naim que vol dir ‘agradable’. Estava prop de Natzaret i a uns 40 km de Cafarnaum. Se suposa que es tracta del modern llogaret de Nein (àrab: نين, Nayn; hebreu: ניין‎), al districte de Natzaret, al Consell regional de Bustan al-Marj, amb uns 1.600 habitants (2005), tots àrabs. Les ruïnes de l'antiga població són més grans que el lloc mateix.
Al Nou Testament s'esmenta perquè allà Jesús de Natzaret hauria ressuscitat el jove fill únic d'una dona vídua (Lluc 7, 11-17). A la població moderna hi ha una església regentada per franciscans, que commemora el miracle; es va construir sobre un temple de l'edat mitjana, ja construït sobre un de més antic, probablement romà d'Orient.